# Campeonato Piauiense de Futebol de 1983
O Campeonato Piauiense de Futebol de 1983 foi o 43º campeonato de futebol do Piauí. A competição foi organizada pela Federação Piauiense de Desportos e o campeão foi o Auto Esporte.

## Campanha do Campeão
1° Turno - Primeira Fase

Auto Esporte 0x0 Flamengo 
Auto Esporte 2x0 Comercial 
Auto Esporte 1×0 Piauí
Auto Esporte 2×1 Tiradentes
Auto Esporte 3×0 Caiçara
Auto Esporte 2×1 Parnahyba
Auto Esporte 1×0 River
 Segunda Fase 
Auto Esporte 2×1 Tiradentes
Tiradentes 0x0 Auto Esporte
River 1×1 Auto Esporte
Auto Esporte 3×2 Comercial
Piauí 2×0 Auto Esporte
Flamengo 4×3 Auto Esporte
 Decisão do Primeiro Turno 
Tiradentes 3×2 Auto Esporte

 Segundo Turno - Primeira Fase
Caiçara 0x1 Auto Esporte
Auto Esporte 2×0 Flamengo
Auto Esporte 9×0 Comercial
Piauí 2×1 Auto Esporte
Parnahyba 2×0 Auto Esporte
Tiradentes 3×1 Auto Esporte
Auto Esporte 2×1 River
 Segunda Fase 
Flamengo 2×1 Auto Esporte
River 2×2 Auto Esporte
Auto Esporte 2×0 Tiradentes
Decisão
Tiradentes 2×1 River

Terceiro Turno 

Auto Esporte 3×1 Parnahyba
River 1×0 Auto Esporte
Auto Esporte 3×3 Caiçara
Tiradentes 1×0 Auto Esporte
Flamengo 2×2 Auto Esporte
Piauí 2×1 Auto Esporte
Auto Esporte 4×1 Comercial

Fase Final

Auto Esporte 4×3 Flamengo
Auto Esporte 3×0 River
Auto Esporte 2×2 Tiradentes
Auto Esporte 2×1 Piauí

## Premiação
| Campeonato Piauiense de Futebol de 1983 |
| --------------------------------------- |
| AUTO ESPORTE Campeão (1º título)        |